# Z世代 (电视剧)
《Z世代》，新加坡新傳媒私人有限公司電視劇，由林慧玲、郑惠玉、黄暄婷、宗子杰、郑凯介及曹国辉領銜主演，監製為王尤紅。

## 演員表
| 演 員  | 角 色    | 介绍                                                                          |
| 郑惠玉 | 方庭     | 湯一杰之母 湯一偉之養母 鍾愛之養家婆兼同事 白金順之同学并被其喜歡，後為其女友 |
| 林慧玲 | 鍾愛     | 湯一偉之妻 楊小帥之繼母 方庭之養媳婦 湯一杰之養大嫂 楊山和之前女友            |
| 張振煊 | 湯一偉   | 方庭之養子 鍾愛之夫 湯一杰之養哥哥 嘉儀之上司並被其喜歡                       |
| 鄭凱介 | 湯一杰   | 方庭之子 湯一偉之養弟弟 喜歡黃李白云                                          |
| 曹國輝 | 白金順   | 方庭之同學並喜歡其，後為其男友                                                |
| 黃暄婷 | 黃李白云 | 白云 Mary之女 喜歡楊小帥 被湯一杰喜歡                                         |
| 宗子杰 | 楊小帥   | 楊山和之子 鍾愛之繼子 黃李白云之好友並被其喜歡 湯一杰之好友                   |

## 轶事
- 此劇是林慧玲、郑惠玉繼《你也可以是天使》系列後再度攜手合作。
- 此劇是林慧玲和张振寰繼《信约：我们的家园》、《絕世好工》後第三度合作。
- 此劇是林慧玲和陈慧慧繼《信约：我們的家園》第二度合作。
- 此剧是张振寰和陈慧慧继《信约：我们的家园》后第二度合作。

## 獎項
| 2018 | 第24屆 紅星大獎2018 |            |        |          |      |
| 2018 | 第24屆 紅星大獎2018 | 最佳女主角 | 郑惠玉 | 方庭     | 提名 |
| 2018 | 第24屆 紅星大獎2018 | 最佳电视剧 | Z世代  | 不適用   | 提名 |
| 2018 | 第24屆 紅星大獎2018 | 最佳新人奖 | 黄暄婷 | 黄李白云 | 獲獎 |
| 2018 | 第24屆 紅星大獎2018 | 最佳新人奖 | 宗子杰 | 杨小帅   | 提名 |

## 播映档期
| 新加坡 新传媒8频道 星期一至五 21:00 - 22:00                                 | 新加坡 新传媒8频道 星期一至五 21:00 - 22:00 | 新加坡 新传媒8频道 星期一至五 21:00 - 22:00 |
| --------------------------------------------------------------------------- | ------------------------------------------- | ------------------------------------------- |
|                                                                             | Z世代 （2017年11月6日－2017年12月1日）      |                                             |
| 有品位的她 （华语及韩语，双声道播出） （2017年10月2日－2017年11月3日）      | 知星人 （2017年12月4日－2018年1月8日）      |                                             |
| 星期一 02:00 - 04:00 (重橎)                                                 |                                             |                                             |
| 我们等你 （2022年8月－2022年10月17日）美味下半场 （2022年6月－2022年8月日） | Z世代 （2022年10月24日－2022年）            | —                                           |